# Carl von Rokitansky
Carl Freiherr von Rokitansky (Checo: Karel Rokytanský) (nacido el 19 de febrero de 1804, Hradec Králové, Bohemia; fallecido el 23 de julio de 1878, Viena, Austria), fue un médico, patólogo, humanista, filósofo y político liberal austríaco.

## Carrera profesional
Carl von Rokitansky estudió medicina en Praga (1821-1824) y se doctoró el 6 de marzo de 1828 por la Universidad de Viena. Siendo todavía un profesor novel se percató de que la incipiente disciplina de la anatomía patológica podía prestar un gran servicio al trabajo clínico en el hospital, ya que ofrecía nuevas posibilidades diagnósticas y terapéuticas. Bajo esta premisa, y después de que Gerard van Swieten fundara la Primera Escuela Médica de Viena, Rokitansky puso en marcha una auténtica revolución científica. Con el establecimiento de la Segunda Escuela de Medicina de Viena se pone en marcha un cambio de paradigma médico, liderado por Rokitansky, Joseph Skoda y Ferdinand von Hebra, desde una noción de la medicina como una materia filosófico-naturalista a una visión, más moderna, enfocada bajo la óptica del método científico. Gracias a esta hornada de médicos se desarrollarán varias especialidades médicas nuevas y surgirá el fenómeno de la especialización, lo que otorgará una notable reputación a la Escuela de Viena.
El nombre de Rokitansky se emplea como epónimo en las siguientes enfermedades:
- Síndrome de Rokitansky-Küster-Hauser
- Divertículo de Rokitansky
- Tríada de Rokitansky (signos de Estenosis pulmonar)
- Senos de Rokitansky-Aschoff (en la vesícula biliar)
- Úlcera de Rokitansky-Cushing
- Síndrome de Rokitansky-Maude Abbott
- Síndrome de Von Rokitansky

También desarrolló un método de autopsia conocida con el epónimo Técnica de Rokitansky, que es todavía uno de los métodos estándar empleados hoy en día, basada en el examen "in situ" de las vísceras. Se cuenta de Rokitansky que supervisó unas 70 000 autopsias, y realizó personalmente unas 30 000, en un promedio de dos al día, siete días a la semana, durante 45 años.

## El filósofo
Aunque Rokitansky defendía el "método materialista" en la investigación científica, rechazó el materialismo como modelo filosófico. En su discurso conmemorativo de la fundación del Instituto de Anatomía Patológica del Hospital de Viena advertía contra el "abuso de las libertades de la ciencia natural". Los científicos deben primero obtener el respeto como sujetos libres y conscientes, y solo entonces, seguir su camino hacia el conocimiento". El sentimiento de compasión, según Rokitansky, se perdería si los médicos contemplaban a los seres humanos únicamente como objetos de investigación.
De este modo Rokitansky desarrolló por primera vez el concepto de ética aplicado a la medicina. En otro discurso acerca de la solidaridad de toda la vida animal, pronunciado en la Academia Imperial de las Ciencias, mostró su proximidad a la obra del filósofo Arthur Schopenhauer sobre la compasión: "si[... ] preservamos y practicamos la compasión", explicaba, "seremos capaces de aliviar parte de la carga de sufrimiento de nuestros pacientes". La generosidad humana mostraría nuestra capacidad de aceptar el sufrimiento, renunciando a la agresividad. Aquellos que triunfaran en esto serían considerados modelos éticos de comportamiento.
El 17 de julio de 1848 von Rokitansky fue elegido miembro de la Academia Imperial de las Ciencias de Viena. En 1866 fue nombrado vicepresidente y desde 1869 hasta su muerte el 23 de julio de 1878, presidente. Rokitansky afirmó que "este es el mayor honor que yo hubiera podido imaginar".

## Carrera política
Conforme iba adquiriendo posición en las diferentes instituciones científicas y políticas del Imperio austríaco Rokitansky contribuyó a instituir la nueva era liberal de Viena. Representó el liberalismo entre las clases acomodadas y luchó por "la libertad y el progreso", tanto desde la reforma universitaria como mediante las reformas de la sanidad. Rokitansky fue en varias ocasiones el decano de la Escuela de Medicina, y, en 1853, el primer rector libremente elegido de la comunidad médica de la Universidad de Viena y presidente del Consejo Superior de Medicina de Viena. Desde 1850 hasta su muerte, también presidió la Sociedad Médica de Viena y en 1863 fue propuesto por Anton von Schmerling como médico consejero del ministerio de interior austríaco. El 25 de noviembre de 1867 fue inesperadamente nombrado por Francisco José I miembro de la Alta Cámara del Consejo Real. Finalmente, fue elegido en 1870 presidente de la Sociedad Antropológica de Viena.